# Звело
Звело (нід. Zweeloo) — село в нідерландській провінції Дренте. Входить до муніципалітету Куворден.
До 1998 року мало статус окремого муніципалітету.